# Goethedenkmal (Leipzig)

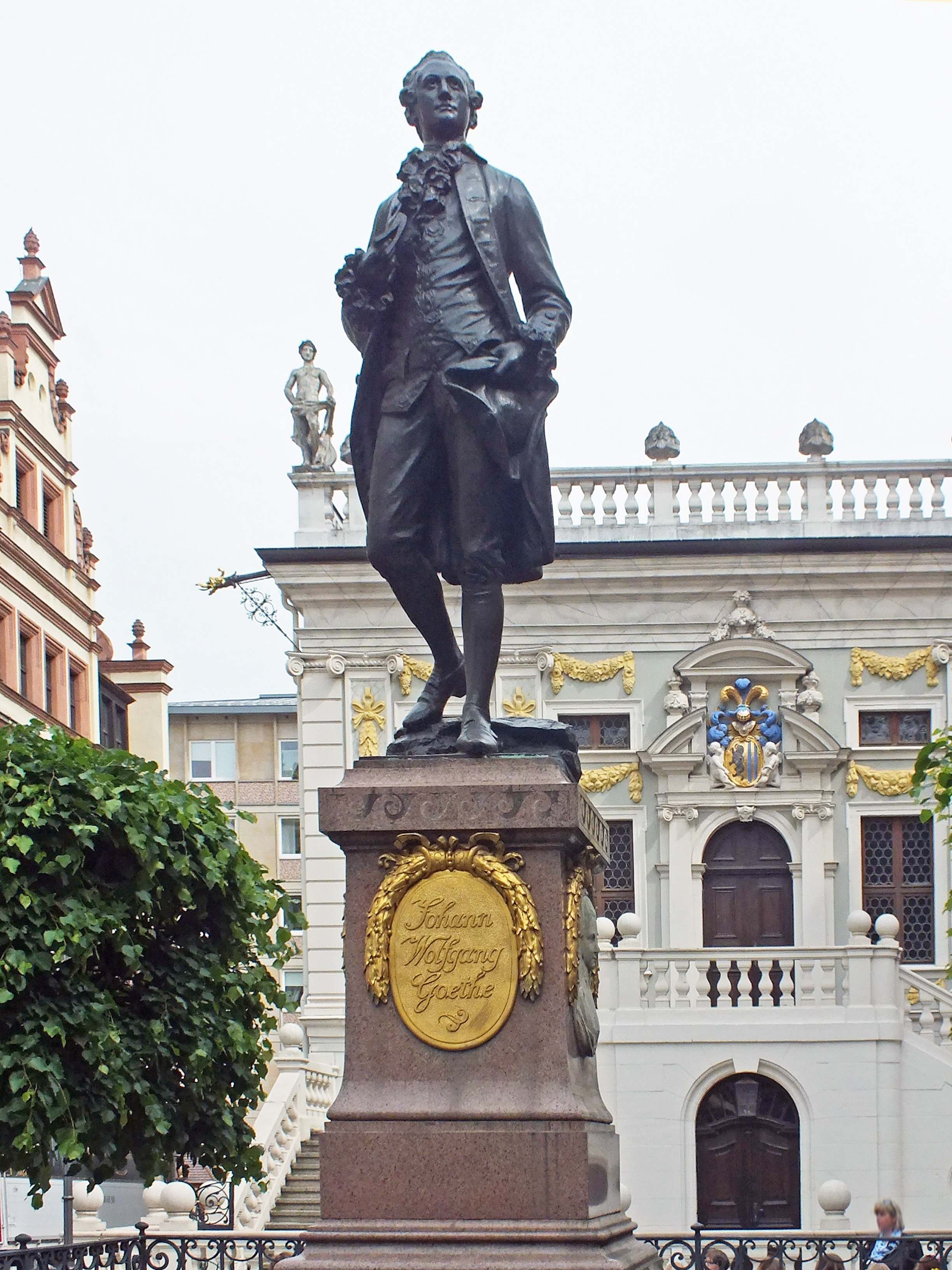
Das Goethedenkmal auf dem Naschmarkt vor der Alten Börse (2015)

Das Goethedenkmal in Leipzig ist eine auf einem hohen Sockel stehende Bronzestatue auf dem Naschmarkt vor der Alten Handelsbörse. Sie stellt Johann Wolfgang von Goethe (1749–1832) mit Bezug auf seine fast dreijährige Studienzeit in Leipzig als jungen Mann dar. Es wurde von Carl Seffner (1861–1932) geschaffen.

## Geschichte
Relativ spät gegenüber anderen Städten mit Goethe-Bezug, in den 1890er Jahren, reifte in Leipzig die Idee zu einem Goethedenkmal, wobei der Stadtarchivar Gustav Wustmann (1844–1910) eine wesentliche Rolle spielte. Um 1895 legte Carl Seffner eine Skizze zu einem Standbild des jungen Goethe vor. Vorgesehen war zunächst ein Marmorstandbild in einer Grünanlage. Ein Denkmalkomitee erließ im März 1898 einen Spendenaufruf zur Finanzierung eines Denkmals, nachdem Seffner 1897 einen durchgebildeten Entwurf für ein Bronzestandbild eingereicht hatte. Im Mai 1901 wurde der Naschmarkt als Standort ausgewählt, auf dem am 23. Mai eine Probeaufstellung des Modells stattfand.
Ein 28-jähriger Leipziger Turnlehrer in einem entsprechenden Theaterkostüm stand Modell für die Gussvorlage. Da Seffner kein Bild Goethes aus seiner Leipziger Zeit vorlag, verwendete er für die Gesichtszüge Bilder aus späteren Lebensabschnitten. Den Sockel entwarf der Berliner Architekt Max Bischoff. Der Guss der Bronzestatue wurde 1902 von der Firma Noack & Brückner bewerkstelligt. Die Einweihung fand am 28. Juni 1903 statt.
Zu den Gesamtkosten von 44.000 Mark steuerte die Stadt je 10.000 Mark aus dem Vermächtnis des Franz Dominic Grassi (1801–1880) und aus der Stiftung von Ferdinand Rhode (1802–1872) bei.

## Denkmal
Die 2,65 Meter große Bronzestatue des jungen Goethe steht auf einem 2,5 Meter hohen Sockel aus rotem Granit. Haltung, Untergrund der Statue und das Rokokokostüm zeigen, dass der Student im Freien lustwandelt. Das Schrittmotiv deutet eine ungezwungene natürliche Aktivität an, das Buch in der Rechten die intellektuelle Beschäftigung während des Spaziergangs. Häufig wird interpretiert, Goethe käme von einem Spaziergang aus dem Rosental und begäbe sich über den Naschmarkt in Richtung auf „Auerbachs Hof“, wo sein Freund Behrisch (1738–1809) wohnte und mit welchem Gebäude er später über die Szene in „Auerbachs Keller“ in Faust I noch auf besondere Weise verbunden sein wird.

Die Seitenmedaillons
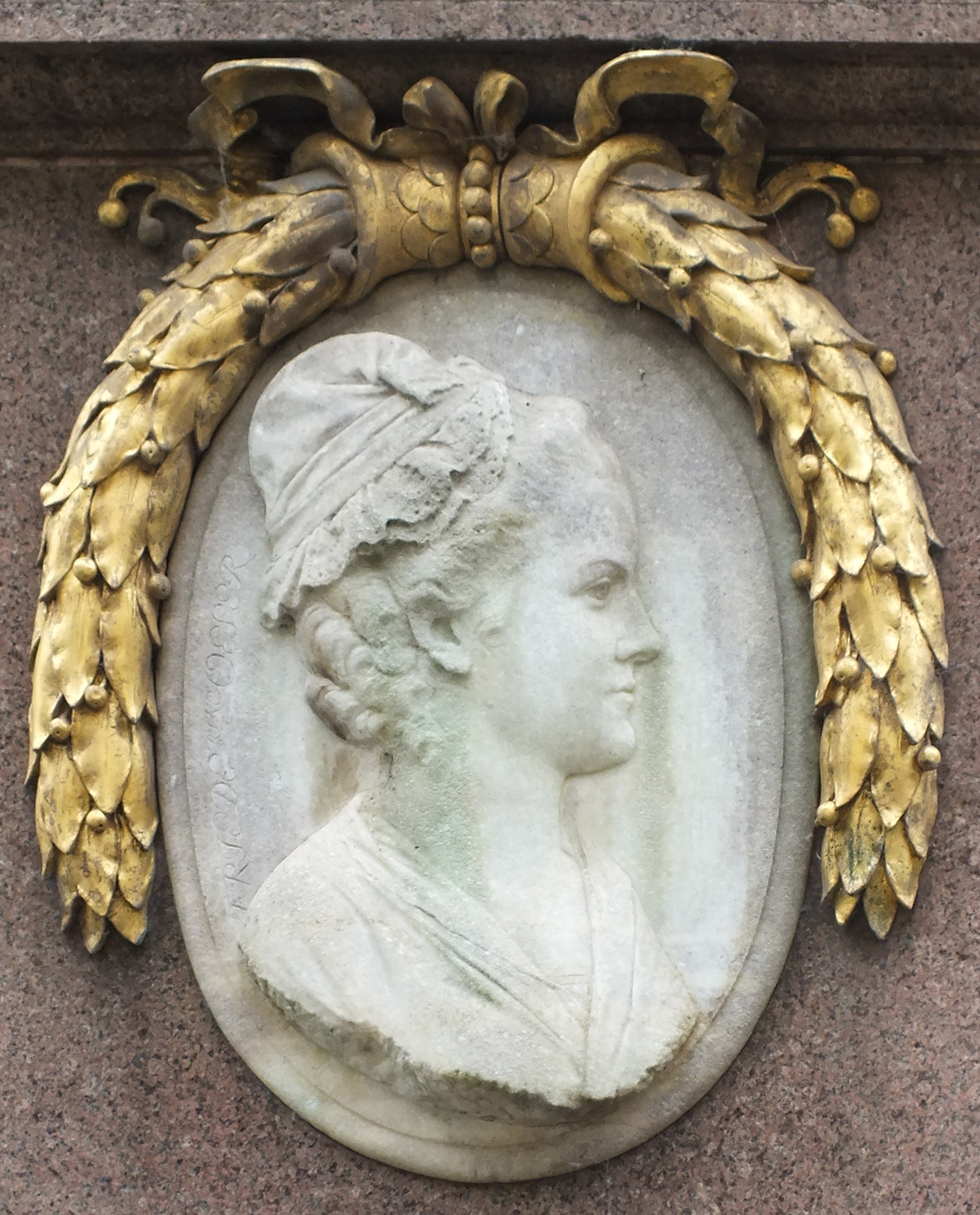
Friederike Oeser
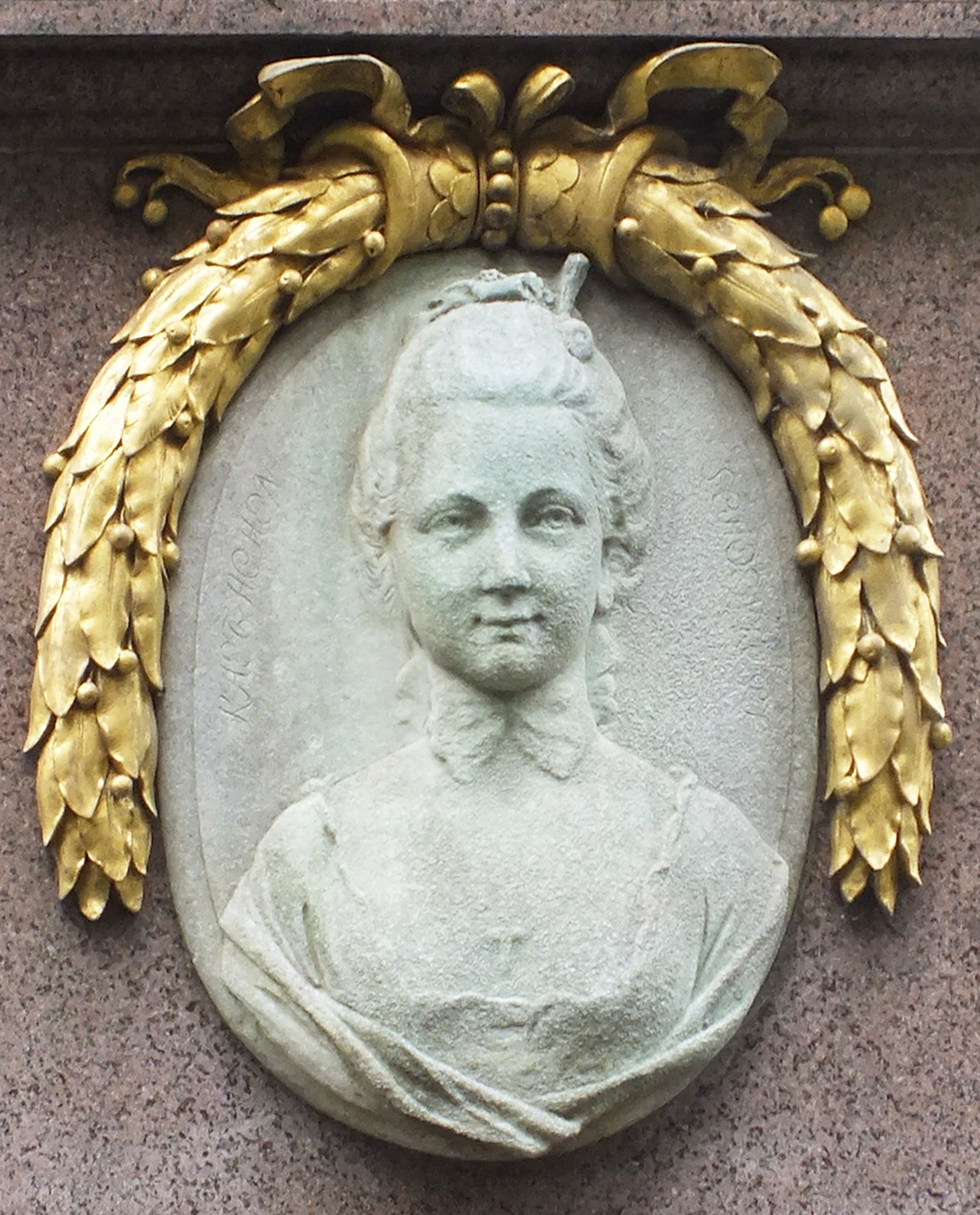
Käthchen Schönkopf

Der Sockel trägt auf der Vorderseite in lorbeerumkränztem Goldmedaillon die Inschrift „Johann Wolfgang Goethe“ und auf der Rückseite „Student in Leipzig 1765–68“.
Die Seiten zieren zwei Mädchenbildnisse in Reliefdarstellung. Links, an der Westseite, sieht man im Profil Friederike Oeser (1748–1829), die Tochter seines Leipziger Zeichenlehrers Adam Friedrich Oeser (1717–1799), mit der Goethe ein freundschaftliches Verhältnis pflegte. Die rechte, östliche Seite zeigt in Frontalansicht Anna Katharina (Käthchen) Schönkopf (1746–1810), die Wirtstochter des Gasthofs, in dem Goethe während seiner Leipziger Studienzeit den Mittagstisch einnahm, und die seine erste große Liebe war.
Die Bildnisse geben dem Denkmal feste lokale Bezüge, und ihre Lorbeerkränze stellen zusammen mit jenem der Vorderseite eine Beziehung zum Dekorationssystem der dahinter stehenden Börsen-Fassade her.